# Villino Wille
Il villino Wille è un edificio situato in via Andrea Cesalpino 3, a Roma (Q. V Nomentano).
Fu costruito tra il 1906 e il 1908 da Ernst Wille (1860 - 1913), un architetto tedesco residente a Roma, come propria residenza.
L'edificio, che si compone di tre piani fuori terra ed è coronato da una torretta, si sviluppa perpendicolarmente alla strada ed è caratterizzato da una struttura composita, con corpi asimmetrici e di diversa elevatura, secondo una tipologia innovativa ma non estranea al panorama architettonico della capitale (si pensi alla Casina delle Civette a Villa Torlonia).
Nel villino coesistono elementi decorativi propri dell'architettura vernacolare mediterranea (quali terrazze, logge, monofore in serie) così come richiami alla tradizione architettonica centro-europea e alla Secessione viennese (fregi e cornici marcapiano).
Attualmente il villino internamente è così suddiviso: seminterrati con accessi distinti, piano terra, primo piano, secondo piano e terrazza. Due cortili di mattoni circondano l'edificio.